# 2011년 정동진독립영화제
제13회 정동진독립영화제는 2011년 8월 5일에 열린 시상식이다.

## 수상 및 후보

### 땡그랑동전상
- 만들고 싶다 - 김준우 수상
- 구해줘! - 김의석 수상
- 거북이들 - 구교환 수상

### 섹션1
- 낙타들 - 박지연
- 날강도 - 류현경
- [[수선화[火]]] - 박종철

### 섹션2
- 고백 - 유지영
- 나쁜 교육 - 고수경
- 당신 - 구혜선
- 도시 - 김영근

### 섹션3
- 나는 2급이다 - 이한규
- 몰디브 환상특급 - 신수아
- 부서진 밤 - 양효주
- 템비의 일기 - 김지수

### 섹션4
- 그룹 스터디 - 최정식
- 뻑킹 세븐틴 - 김현성

### 섹션5
- 쉿! - 이상현
- 척추측만 - 조현철

### 섹션6
- 아이들 - 류미례

### 특별섹션1
- 뽕똘 - 오멸